# Orchamoplatus noumeae
Orchamoplatus noumeae là một loài côn trùng cánh nửa trong họ Aleyrodidae, phân họ Aleyrodinae.
Orchamoplatus noumeae được Russell miêu tả khoa học đầu tiên năm 1958.